# BNXT League 2022/23
De BNXT League-seizoen 2022/23, om sponsorredenen betFirst BNXT League, is het tweede seizoen van de hoogste basketbalcompetitie voor België en Nederland. Aan de competitie doen 20 teams mee nadat The Hague Royals haar licentie verloor.
ZZ Leiden is voor de tweede keer op rij kampioen van de BNXT League geworden.

## Deelnemende teams
| Club                | Coach                        | Locatie          | Arena                          | Capaciteit | Ontstaan  | Landstitels |
| Nederland           | Nederland                    | Nederland        | Nederland                      | Nederland  | Nederland | Nederland   |
| ------------------- | ---------------------------- | ---------------- | ------------------------------ | ---------- | --------- | ----------- |
| Apollo Amsterdam    | Wierd Goedee                 | Amsterdam        | Apollohal                      | 1.500      | 2011      | –           |
| Aris Leeuwarden     | Vincent van Sliedregt        | Leeuwarden       | Kalverdijkje                   | 1.700      | 2004      | –           |
| BAL                 | Radenko Varagić              | Weert            | Sporthal Boshoven              | 1.000      | 2013      | –           |
| Den Helder Suns     | Peter van Noord              | Den Helder       | Sporthal Sportlaan             | 1.000      | 2016      | –           |
| Donar               | Andrej Štimac                | Groningen        | Martiniplaza                   | 4.350      | 1951      | 7           |
| Feyenoord           | Armand Salomon (a.i.)        | Rotterdam        | Topsportcentrum Rotterdam      | 2.500      | 1954      | –           |
| Heroes Den Bosch    | Erik Braal                   | 's-Hertogenbosch | Maaspoort                      | 2.800      | 1952      | 17          |
| Landstede Hammers   | Mark van Schutterhoef (a.i.) | Zwolle           | Landstede Sportcentrum         | 1.200      | 1995      | 1           |
| Yoast United        | Paul Vervaeck                | Bemmel           | Sportcentrum De Kooi           | 650        | 2020      | –           |
| ZZ Leiden           | Doug Spradley                | Leiden           | Vijf Meihal                    | 2.000      | 1958      | 4           |
| België              |                              |                  |                                |            |           |             |
| Antwerp Giants      | Ivica Skelin                 | Antwerpen        | Lotto Arena                    | 5.218      | 1995      | 1           |
| Kangoeroes Mechelen | Kristof Michiels             | Mechelen         | Winketkaai                     | 1.500      | 2009      | –           |
| Leuven Bears        | Eddy Casteels                | Leuven           | Sportoase                      | 3.400      | 1999      | –           |
| Liège Basket        | Brad Greenberg               | Luik             | Country Hall de Liège          | 5.000      | 1967      | –           |
| Limburg United      | Raymond Westphalen           | Hasselt          | Alverberg Sporthal             | 1.730      | 2014      | –           |
| Mons-Hainaut        | Vedran Bosnić                | Bergen           | Mons.Arena                     | 4.000      | 1959      | –           |
| Okapi Aalst         | Thomas Crab                  | Aalst            | Okapi Forum                    | 2.800      | 1949      | –           |
| BC Oostende         | Dario Gjergja                | Oostende         | COREtec Dôme                   | 5.000      | 1970      | 23          |
| Brussels Basketball | Jean-Marc Jaumin             | Brussel          | Complexe de Neder-Over-Hembeek | 1.200      | 1957      | –           |
| Spirou Charleroi    | Sam Rotsaert                 | Charleroi        | Spiroudome                     | 6.200      | 1989      | 10          |

## Trainerswissels
| Trainer             | Datum                        | Club              | Reden voor ontslag of vertrek     | Positie | Opvolger                     | Datum aankondiging opvolger |
| ------------------- | ---------------------------- | ----------------- | --------------------------------- | ------- | ---------------------------- | --------------------------- |
| Luc Smout           | Voor aanvang seizoen 2022/23 | Antwerp Giants    | Einde interimperiode              | -       | Ivica Skelin                 | 10 mei 2022                 |
| Geert Hammink       | Voor aanvang seizoen 2022/23 | ZZ Leiden         | Overstap naar Skyliners Frankfurt | -       | Doug Spradley                | 15 augustus 2022            |
| Matthew Otten       | 13 oktober 2022              | Donar             | Ontslag                           | 10e     | Andre Stimaj (a.i.)          | 13 oktober 2022             |
| Lionel Bosco        | 14 december 2022             | Liège Basket      | Ontslag                           | 9e      | Brad Greenberg               | 14 december 2022            |
| Herman van den Belt | 7 maart 2023                 | Landstede Hammers | Onderling overleg                 |         | Mark van Schutterhoef (a.i.) | 7 maart 2023                |
| Toon van Helfteren  | 21 april 2023                | Feyenoord         | Ontslag                           | 18e     | Armand Salomon (a.i.)        | 21 april 2023               |

## Standen

### Nationale competitie

#### België
| Pos | Team                | Wed | W  | WOT | VOT | V  | GV   | GT   | GS   | Ptn | Kwalificatie of degradatie |
| --- | ------------------- | --- | -- | --- | --- | -- | ---- | ---- | ---- | --- | -------------------------- |
| 1   | BC Oostende         | 18  | 14 | 0   | 0   | 4  | 1589 | 1385 | +204 | 32  | Elite Gold                 |
| 2   | Antwerp Giants      | 18  | 12 | 0   | 0   | 6  | 1431 | 1309 | +122 | 30  | Elite Gold                 |
| 3   | Kangoeroes Mechelen | 18  | 11 | 0   | 0   | 7  | 1504 | 1425 | +79  | 29  | Elite Gold                 |
| 4   | Limburg United      | 18  | 10 | 0   | 0   | 8  | 1528 | 1473 | +55  | 28  | Elite Gold                 |
| 5   | Spirou Charleroi    | 18  | 10 | 0   | 0   | 8  | 1447 | 1363 | +84  | 28  | Elite Gold                 |
| 6   | Leuven Bears        | 18  | 8  | 0   | 0   | 10 | 1376 | 1379 | −3   | 26  | Elite Silver               |
| 7   | Okapi Aalst         | 18  | 8  | 0   | 0   | 10 | 1419 | 1457 | −38  | 26  | Elite Silver               |
| 8   | Mons-Hainaut        | 18  | 7  | 0   | 0   | 11 | 1469 | 1539 | −70  | 25  | Elite Silver               |
| 9   | Liège Basket        | 18  | 6  | 0   | 0   | 12 | 1379 | 1556 | −177 | 24  | Elite Silver               |
| 10  | Brussels Basketball | 18  | 4  | 0   | 0   | 14 | 1321 | 1577 | −256 | 22  | Elite Silver               |

##### Programma/uitslagen
| Thuis \ Uit         | AAL   | ANT   | BRU    | CHA    | LEU    | LIE    | LIM    | MEC   | MON     | OOS    |
| ------------------- | ----- | ----- | ------ | ------ | ------ | ------ | ------ | ----- | ------- | ------ |
| Okapi Aalst         |       | 78–76 | 85–80  | 86–80  | 83–74  | 84–86  | 80–82  | 77–81 | 88–71   | 80–82  |
| Antwerp Giants      | 96–62 |       | 89–55  | 66–77  | 61–57  | 84–64  | 90–79  | 84–75 | 79–62   | 64–80  |
| Brussels Basketball | 68–78 | 67–93 |        | 55–74  | 73–71  | 82–77  | 71–79  | 81–73 | 114–110 | 84–115 |
| Spirou Charleroi    | 74–93 | 68–78 | 80–66  |        | 69–76  | 83–62  | 80–75  | 76–88 | 87–70   | 92–70  |
| Leuven Bears        | 88–69 | 59–74 | 69–53  | 83–81  |        | 92–76  | 84–76  | 72–68 | 83–94   | 75–79  |
| Liège Basket        | 82–73 | 81–89 | 86–81  | 69–74  | 78–74  |        | 85–105 | 65–81 | 86–95   | 87–78  |
| Limburg United      | 80–76 | 80–66 | 102–81 | 90–78  | 80–76  | 90–78  |        | 91–99 | 101–79  | 75–82  |
| Kangoeroes Mechelen | 90–98 | 99–77 | 85–71  | 82–71  | 91–75  | 84–85  | 85–79  |       | 89–80   | 91–97  |
| Mons-Hainaut        | 72–62 | 75–77 | 110–85 | 66–102 | 71–93  | 99–70  | 98–87  | 67–80 |         | 80–78  |
| BC Oostende         | 95–67 | 91–88 | 101–54 | 88–101 | 103–75 | 108–62 | 85–77  | 79–63 | 78–70   |        |

#### Nederland
| Pos | Team              | Wed | W  | WOT | VOT | V  | GV   | GT   | GS   | Ptn | Kwalificatie of degradatie |
| --- | ----------------- | --- | -- | --- | --- | -- | ---- | ---- | ---- | --- | -------------------------- |
| 1   | Heroes Den Bosch  | 18  | 18 | 0   | 0   | 0  | 1607 | 1177 | +430 | 36  | Elite Gold                 |
| 2   | ZZ Leiden         | 18  | 13 | 0   | 0   | 5  | 1411 | 1173 | +238 | 31  | Elite Gold                 |
| 3   | Landstede Hammers | 18  | 11 | 0   | 0   | 7  | 1477 | 1367 | +110 | 29  | Elite Gold                 |
| 4   | Aris Leeuwarden   | 18  | 11 | 0   | 0   | 7  | 1457 | 1386 | +71  | 29  | Elite Gold                 |
| 5   | Donar             | 18  | 10 | 0   | 0   | 8  | 1383 | 1269 | +114 | 28  | Elite Gold                 |
| 6   | Yoast United      | 18  | 10 | 0   | 0   | 8  | 1475 | 1448 | +27  | 28  | Elite Silver               |
| 7   | Feyenoord         | 18  | 8  | 0   | 0   | 10 | 1336 | 1335 | +1   | 26  | Elite Silver               |
| 8   | Den Helder Suns   | 18  | 4  | 0   | 0   | 14 | 1264 | 1553 | −289 | 22  | Elite Silver               |
| 9   | BAL               | 18  | 4  | 0   | 0   | 14 | 1222 | 1483 | −261 | 22  | Elite Silver               |
| 10  | Apollo Amsterdam  | 18  | 1  | 0   | 0   | 17 | 1126 | 1567 | −441 | 19  | Elite Silver               |

##### Programma/uitslagen
| Thuis \ Uit       | AMS    | BAL   | DBO    | DHE   | DON    | FEY    | LEE   | LEI    | YUB    | ZWO    |
| ----------------- | ------ | ----- | ------ | ----- | ------ | ------ | ----- | ------ | ------ | ------ |
| Apollo Amsterdam  |        | 74–79 | 50–112 | 84–81 | 58–87  | 63–81  | 68–86 | 0–20   | 74–98  | 69–95  |
| BAL               | 89–80  |       | 63–103 | 75–77 | 52–78  | 65–82  | 62–73 | 58–72  | 93–100 | 85–109 |
| Heroes Den Bosch  | 89–41  | 99–50 |        | 96–61 | 94–59  | 111–74 | 85–70 | 79–74  | 91–71  | 91–78  |
| Den Helder Suns   | 81–79  | 78–72 | 62–79  |       | 71–103 | 61–88  | 75–77 | 79–105 | 80–93  | 71–93  |
| Donar             | 100–57 | 76–63 | 65–77  | 96–57 |        | 64–57  | 70–76 | 62–70  | 78–68  | 72–69  |
| Feyenoord         | 84–56  | 66–69 | 57–70  | 52–66 | 89–87  |        | 87–70 | 80–75  | 77–73  | 77–82  |
| Aris Leeuwarden   | 110–94 | 74–55 | 74–78  | 91–67 | 88–80  | 83–72  |       | 75–76  | 92–94  | 79–69  |
| ZZ Leiden         | 95–49  | 99–43 | 81–88  | 93–59 | 84–68  | 70–66  | 87–70 |        | 72–80  | 76–65  |
| Yoast United      | 86–68  | 74–40 | 84–85  | 97–66 | 76–70  | 85–74  | 74–93 | 68–79  |        | 81–108 |
| Landstede Hammers | 94–62  | 69–79 | 63–80  | 80–72 | 63–68  | 85–73  | 93–76 | 84–83  | 78–73  |        |

### Internationale competitie

#### Elite Gold
| Pos | Team                | Wed | W  | WOT | VOT | V  | GV   | GT   | GS   | Ptn | Kwalificatie of degradatie            |
| --- | ------------------- | --- | -- | --- | --- | -- | ---- | ---- | ---- | --- | ------------------------------------- |
| 1   | Antwerp Giants      | 10  | 10 | 0   | 0   | 0  | 2194 | 1951 | +243 | 35  | Nationale play-offs halve finale (BE) |
| 2   | BC Oostende         | 10  | 8  | 0   | 0   | 2  | 2424 | 2055 | +369 | 34  | Nationale play-offs halve finale (BE) |
| 3   | Limburg United      | 10  | 8  | 0   | 0   | 2  | 2281 | 2145 | +136 | 33  | Nationale play-offs kwartfinale (BE)  |
| 4   | ZZ Leiden           | 10  | 5  | 0   | 0   | 5  | 2156 | 1919 | +237 | 31  | Nationale play-offs halve finale (NL) |
| 5   | Heroes Den Bosch    | 10  | 2  | 0   | 0   | 8  | 2319 | 1937 | +382 | 30  | Nationale play-offs halve finale (NL) |
| 6   | Donar               | 10  | 6  | 0   | 0   | 4  | 2082 | 1950 | +132 | 30  | Nationale play-offs kwartfinale (NL)  |
| 7   | Landstede Hammers   | 10  | 3  | 0   | 0   | 7  | 2115 | 2135 | −20  | 28  | Nationale play-offs kwartfinale (NL)  |
| 8   | Kangoeroes Mechelen | 10  | 4  | 0   | 0   | 6  | 2305 | 2210 | +95  | 28  | Nationale play-offs kwartfinale (BE)  |
| 9   | Spirou Charleroi    | 10  | 4  | 0   | 0   | 6  | 2236 | 2193 | +43  | 28  | Nationale play-offs kwartfinale (BE)  |
| 10  | Aris Leeuwarden     | 10  | 0  | 0   | 0   | 10 | 2211 | 2291 | −80  | 25  | Nationale play-offs kwartfinale (NL)  |

##### Programma/uitslagen
| Thuis \ Uit         | ANT   | CHA   | DBO   | DON   | MEC   | LEE    | LEI   | LIM   | OOS   | ZWO    |
| ------------------- | ----- | ----- | ----- | ----- | ----- | ------ | ----- | ----- | ----- | ------ |
| Antwerp Giants      |       | —     | 55–54 | 88–81 | —     | 83–63  | 76–64 | —     | —     | 81–64  |
| Spirou Charleroi    | —     |       | 87–80 | 68–71 | —     | 83–78  | 89–98 | —     | —     | 95–79  |
| Heroes Den Bosch    | 65–70 | 88–64 |       | —     | 71–74 | —      | —     | 92–88 | 76–86 | —      |
| Donar               | 51–65 | 69–55 | —     |       | 73–48 | —      | —     | 68–66 | 63–60 | —      |
| Kangoeroes Mechelen | —     | —     | 70–53 | 74–72 |       | 76–61  | 80–79 | —     | —     | 101–62 |
| Aris Leeuwarden     | 68–87 | 84–99 | —     | —     | 90–96 |        | —     | 75–88 | 78–97 | —      |
| ZZ Leiden           | 75–77 | 86–66 | —     | —     | 75–77 | —      |       | 59–55 | 80–75 | —      |
| Limburg United      | —     | —     | 84–77 | 77–88 | —     | 96–77  | 70–73 |       | —     | 81–51  |
| BC Oostende         | —     | —     | 82–56 | 80–63 | —     | 100–80 | 81–56 | —     |       | 97–52  |
| Landstede Hammers   | 57–81 | 97–83 | —     | —     | 84–81 | —      | —     | 77–72 | 66–77 |        |

#### Elite Silver
| Pos | Team                | Wed | W  | WOT | VOT | V | GV   | GT   | GS   | Ptn | Kwalificatie of degradatie           |
| --- | ------------------- | --- | -- | --- | --- | - | ---- | ---- | ---- | --- | ------------------------------------ |
| 1   | Leuven Bears        | 10  | 10 | 0   | 0   | 0 | 2238 | 2034 | +204 | 33  | Nationale play-offs kwartfinale (BE) |
| 2   | Okapi Aalst         | 10  | 9  | 0   | 0   | 1 | 2361 | 2237 | +124 | 32  | BNXT play-offs (BE)                  |
| 3   | Mons-Hainaut        | 10  | 8  | 0   | 0   | 2 | 2276 | 2268 | +8   | 31  | BNXT play-offs (BE)                  |
| 4   | Liège Basket        | 10  | 7  | 0   | 0   | 3 | 2231 | 2313 | −82  | 29  | BNXT play-offs (BE)                  |
| 5   | Yoast United        | 10  | 3  | 0   | 0   | 7 | 2276 | 2288 | −12  | 27  | Nationale play-offs kwartfinale (NL) |
| 6   | Brussels Basketball | 10  | 5  | 0   | 0   | 5 | 2173 | 2431 | −258 | 26  | BNXT play-offs (BE)                  |
| 7   | Feyenoord           | 10  | 2  | 0   | 0   | 8 | 2107 | 2170 | −63  | 25  | BNXT play-offs (NL)                  |
| 8   | BAL                 | 10  | 3  | 0   | 0   | 7 | 1954 | 2303 | −349 | 24  | BNXT play-offs (NL)                  |
| 9   | Den Helder Suns     | 10  | 2  | 0   | 0   | 8 | 2026 | 2462 | −436 | 23  | BNXT play-offs (NL)                  |
| 10  | Apollo Amsterdam    | 10  | 1  | 0   | 0   | 9 | 1835 | 2479 | −644 | 20  | BNXT play-offs (NL)                  |

##### Programma/uitslagen
| Thuis \ Uit         | AAL    | AMS    | BAL    | BRU   | DHE     | FEY    | LEU   | LIE    | MON   | YUB   |
| ------------------- | ------ | ------ | ------ | ----- | ------- | ------ | ----- | ------ | ----- | ----- |
| Okapi Aalst         |        | 104–76 | 102–67 | —     | 105–81  | 99–65  | —     | —      | —     | 97–83 |
| Apollo Amsterdam    | 90–106 |        | —      | 75–86 | —       | —      | 57–82 | 69–64  | 79–87 | —     |
| BAL                 | 91–89  | —      |        | 69–74 | —       | —      | 71–74 | 82–88  | 70–66 | —     |
| Brussels Basketball | —      | 86–81  | 71–77  |       | 104–109 | 97–105 | —     | —      | —     | 89–84 |
| Den Helder Suns     | 76–77  | —      | —      | 90–89 |         | —      | 77–87 | 72–87  | 69–89 | —     |
| Feyenoord           | 72–78  | —      | —      | 82–87 | —       |        | 76–88 | 76–95  | 65–66 | —     |
| Leuven Bears        | —      | 104–58 | 84–65  | —     | 85–56   | 69–62  |       | —      | —     | 98–71 |
| Liège Basket        | —      | 103–60 | 93–66  | —     | 90–89   | 74–96  | —     |        | —     | 79–67 |
| Mons-Hainaut        | —      | 90–64  | 79–74  | —     | 88–64   | 82–72  | —     | —      |       | 64–82 |
| Yoast United        | 79–85  | —      | —      | 82–69 | —       | —      | 62–92 | 101–71 | 90–96 |       |

### Nationale play-offs
De nationale play-offs worden gespeeld tussen de 6 beste teams van de competitie. De vijf teams uit de Elite Gold en het hoogst geplaatste team uit de Elite Silver. Bij uitschakeling in de nationale play-offs wordt het team toegevoegd aan het speelschema voor de BNXT play-offs.

#### België
|  | Kwartfinale | Kwartfinale         | Kwartfinale | Kwartfinale | Kwartfinale | Kwartfinale |    |    | Halve finale | Halve finale        | Halve finale | Halve finale | Halve finale | Halve finale | Halve finale | Halve finale |  |  | Finale | Finale         | Finale | Finale | Finale | Finale | Finale | Finale |
|  |             |                     |             |             |             |             |    |    |              |                     |              |              |              |              |              |              |  |  |        |                |        |        |        |        |        |        |
|  | 4           | Limburg United      | 2           | 81          | 83          |             |    |    | 1            | Antwerp Giants      | 3            | 59           | 62           | 89           | 77           |              |  |  |        |                |        |        |        |        |        |        |
|  | 4           | Limburg United      | 2           | 81          | 83          |             |    |    |              |                     |              |              |              |              |              |              |  |  |        |                |        |        |        |        |        |        |
|  | 5           | Spirou Charleroi    | 0           | 71          | 77          |             |    |    | 4            | Limburg United      | 1            | 77           | 50           | 74           | 70           |              |  |  |        |                |        |        |        |        |        |        |
|  | 5           | Spirou Charleroi    | 0           | 71          | 77          |             |    |    | 4            | Limburg United      | 1            | 77           | 50           | 74           | 70           |              |  |  |        |                |        |        |        |        |        |        |
|  |             |                     |             |             |             |             |    |    |              |                     |              |              |              |              |              |              |  |  | 1      | Antwerp Giants | 1      | 63     | 60     | 70     | 57     |        |
|  |             |                     |             |             |             |             |    |    |              |                     |              |              |              |              |              |              |  |  | 1      | Antwerp Giants | 1      | 63     | 60     | 70     | 57     |        |
|  |             | 2                   | BC Oostende | 3           | 62          | 94          | 86 | 81 |              |                     |              |              |              |              |              |              |  |  |        |                |        |        |        |        |        |        |
|  |             | 2                   | BC Oostende | 3           | 62          | 94          | 86 | 81 |              |                     |              |              |              |              |              |              |  |  |        |                |        |        |        |        |        |        |
|  | 3           | Kangoeroes Mechelen | 2           | 75          | 62          | 98          |    |    | 2            | BC Oostende         | 3            | 87           | 70           | 84           | 77           | 82           |  |  |        |                |        |        |        |        |        |        |
|  | 3           | Kangoeroes Mechelen | 2           | 75          | 62          | 98          |    |    |              |                     |              |              |              | 84           | 77           | 82           |  |  |        |                |        |        |        |        |        |        |
|  | 6           | Leuven Bears        | 1           | 62          | 86          | 89          |    |    | 3            | Kangoeroes Mechelen | 2            | 77           | 73           | 74           | 92           | 59           |  |  |        |                |        |        |        |        |        |        |

##### Wedstrijden
Kwartfinales (best-of-three)
| # | Team                       | Uitslag | # | Team             | Wedstrijd 1 | Wedstrijd 2 | Wedstrijd 3 |
| - | -------------------------- | ------- | - | ---------------- | ----------- | ----------- | ----------- |
| 4 | Limburg United             | 2–0     | 5 | Spirou Charleroi | 81–71       | 83–77       | n.v.t.      |
|   |                            |         |   |                  |             |             |             |
| 3 | Kangoeroes Basket Mechelen | 2–1     | 6 | Leuven Bears     | 75–62       | 62–86       | 98–89       |

Halve finales (best-of-five)
| # | Team           | Uitslag | # | Team                       | Wedstrijd 1 | Wedstrijd 2 | Wedstrijd 3 | Wedstrijd 4 | Wedstrijd 5 |
| - | -------------- | ------- | - | -------------------------- | ----------- | ----------- | ----------- | ----------- | ----------- |
| 1 | Antwerp Giants | 3–1     | 4 | Limburg United             | 59–77       | 62–50       | 89–74       | 77–70       | n.v.t.      |
|   |                |         |   |                            |             |             |             |             |             |
| 2 | BC Oostende    | 3–2     | 3 | Kangoeroes Basket Mechelen | 87–77       | 70–73       | 84–74       | 77–92       | 82–59       |

Finale (best-of-five)
| # | Team           | Uitslag | # | Team        | Wedstrijd 1 | Wedstrijd 2 | Wedstrijd 3 | Wedstrijd 4 | Wedstrijd 5 |
| - | -------------- | ------- | - | ----------- | ----------- | ----------- | ----------- | ----------- | ----------- |
| 1 | Antwerp Giants | 1–3     | 2 | BC Oostende | 63–62       | 60–94       | 70–86       | 57–81       | n.v.t.      |

| Landskampioen         |
| --------------------- |
| BC Oostende 24e titel |

#### Nederland
|  | Kwartfinale | Kwartfinale       | Kwartfinale | Kwartfinale | Kwartfinale | Kwartfinale |    |    | Halve finale | Halve finale     | Halve finale | Halve finale | Halve finale | Halve finale | Halve finale | Halve finale |  |  | Finale | Finale    | Finale | Finale | Finale | Finale | Finale | Finale |
|  |             |                   |             |             |             |             |    |    |              |                  |              |              |              |              |              |              |  |  |        |           |        |        |        |        |        |        |
|  | 4           | Landstede Hammers | 1           | 98          | 80          | 82          |    |    | 1            | ZZ Leiden        | 3            | 99           | 72           | 98           |              |              |  |  |        |           |        |        |        |        |        |        |
|  | 4           | Landstede Hammers | 1           | 98          | 80          | 82          |    |    |              |                  |              |              |              |              |              |              |  |  |        |           |        |        |        |        |        |        |
|  | 5           | Aris Leeuwarden   | 2           | 101         | 76          | 101         |    |    | 5            | Aris Leeuwarden  | 0            | 93           | 64           | 94           |              |              |  |  |        |           |        |        |        |        |        |        |
|  | 5           | Aris Leeuwarden   | 2           | 101         | 76          | 101         |    |    | 5            | Aris Leeuwarden  | 0            | 93           | 64           | 94           |              |              |  |  |        |           |        |        |        |        |        |        |
|  |             |                   |             |             |             |             |    |    |              |                  |              |              |              |              |              |              |  |  | 1      | ZZ Leiden | 3      | 91     | 68     | 55     | 68     | 82     |
|  |             |                   |             |             |             |             |    |    |              |                  |              |              |              |              |              |              |  |  | 1      | ZZ Leiden | 3      | 91     | 68     | 55     | 68     | 82     |
|  |             | 3                 | Donar       | 2           | 94          | 65          | 64 | 45 | 81           |                  |              |              |              |              |              |              |  |  |        |           |        |        |        |        |        |        |
|  |             | 3                 | Donar       | 2           | 94          | 65          | 64 | 45 | 81           |                  |              |              |              |              |              |              |  |  |        |           |        |        |        |        |        |        |
|  | 3           | Donar             | 2           | 75          | 89          |             |    |    | 2            | Heroes Den Bosch | 1            | 71           | 60           | 65           | 54           |              |  |  |        |           |        |        |        |        |        |        |
|  | 3           | Donar             | 2           | 75          | 89          |             |    |    |              |                  |              |              | 60           | 65           | 54           |              |  |  |        |           |        |        |        |        |        |        |
|  | 6           | Yoast United      | 0           | 65          | 72          |             |    |    | 3            | Donar            | 3            | 68           | 69           | 78           | 67           |              |  |  |        |           |        |        |        |        |        |        |

##### Wedstrijden
Kwartfinales (best-of-three)
| # | Team              | Uitslag | # | Team            | Wedstrijd 1 | Wedstrijd 2 | Wedstrijd 3 |
| - | ----------------- | ------- | - | --------------- | ----------- | ----------- | ----------- |
| 4 | Landstede Hammers | 1–2     | 5 | Aris Leeuwarden | 98–101      | 80–76       | 82–101      |
|   |                   |         |   |                 |             |             |             |
| 3 | Donar             | 2–0     | 6 | Yoast United    | 75–65       | 89–72       | n.v.t.      |

Halve finales (best-of-five)
| # | Team             | Uitslag | # | Team            | Wedstrijd 1 | Wedstrijd 2 | Wedstrijd 3 | Wedstrijd 4 | Wedstrijd 5 |
| - | ---------------- | ------- | - | --------------- | ----------- | ----------- | ----------- | ----------- | ----------- |
| 1 | ZZ Leiden        | 3–0     | 5 | Aris Leeuwarden | 99–93       | 72–64       | 98–94       | n.v.t.      | n.v.t.      |
|   |                  |         |   |                 |             |             |             |             |             |
| 2 | Heroes Den Bosch | 1–3     | 3 | Donar           | 71–68       | 60–69       | 65–78       | 54–67       | n.v.t.      |

Finale (best-of-five)
| # | Team      | Uitslag | # | Team  | Wedstrijd 1 | Wedstrijd 2 | Wedstrijd 3 | Wedstrijd 4 | Wedstrijd 5 |
| - | --------- | ------- | - | ----- | ----------- | ----------- | ----------- | ----------- | ----------- |
| 1 | ZZ Leiden | 3–2     | 3 | Donar | 91–94       | 68–65       | 55–64       | 68–45       | 82–81       |

| Landskampioen      |
| ------------------ |
| ZZ Leiden 5e titel |

### BNXT play-offs
Verliezende teams uit de nationale play-offs stroomden in in de BNXT play-offs. Het thuisvoordeel werd gegeven aan het team dat het hoogst geplaatst was in het reguliere seizoen en speelde de tweede wedstrijd thuis.
De finale is een best-of-three, met thuisvoordeel voor het hoogst geplaatste team.
|  | Eerste ronde        | Eerste ronde        | Eerste ronde | Eerste ronde |     |                | Tweede ronde        | Tweede ronde     | Tweede ronde | Tweede ronde |                   |     | Derde ronde        | Derde ronde      | Derde ronde | Derde ronde |                |    | Vierde ronde | Vierde ronde   | Vierde ronde        | Vierde ronde |     |             | Kwartfinale | Kwartfinale | Kwartfinale | Kwartfinale |     |  | Halve finale | Halve finale | Halve finale | Halve finale |  |  | Finale (best-of-three) | Finale (best-of-three) | Finale (best-of-three) | Finale (best-of-three) |
|  |                     |                     |              |              |     |                |                     |                  |              |              |                   |     |                    |                  |             |             |                |    |              |                |                     |              |     |             |             |             |             |             |     |  |              |              |              |              |  |  |                        |                        |                        |                        |
|  | Okapi Aalst         | 87                  | 101          | 188          |     |                | Leuven Bears        | 75               | 101          | 176          |                   |     | Heroes Den Bosch   | 70               | 71          | 141         |                |    |              |                |                     |              |     |             |             |             |             |             |     |  |              |              |              |              |  |  |                        |                        |                        |                        |
|  | BC Apollo Amsterdam | 94                  | 67           | 161          |     |                | Okapi Aalst         | 81               | 65           | 146          |                   |     | Leuven Bears       | 80               | 74          | 154         |                |    |              |                |                     |              |     |             |             |             |             |             |     |  |              |              |              |              |  |  |                        |                        |                        |                        |
|  | BC Apollo Amsterdam | 94                  | 67           | 161          |     | Leuven Bears   | Okapi Aalst         | 81               | 65           | 146          | 82                | 72  | Leuven Bears       | 80               | 74          | 154         | 154            |    |              | Antwerp Giants | 67                  | 67           | 134 |             |             | ZZ Leiden   | 86          | 71          | 157 |  |              |              |              |              |  |  |                        |                        |                        |                        |
|  |                     |                     |              |              |     |                |                     |                  |              |              |                   |     |                    |                  |             |             | 154            |    |              | Antwerp Giants | 67                  | 67           | 134 |             |             | ZZ Leiden   | 86          | 71          | 157 |  |              |              |              |              |  |  |                        |                        |                        |                        |
|  |                     | Spirou Charleroi    | 83           | 79           | 162 |                |                     | Spirou Charleroi | 85           | 77           | 162               |     |                    | Spirou Charleroi | 67          | 57          | 124            |    |              |                |                     |              |     |             |             |             |             |             |     |  |              |              |              |              |  |  |                        |                        |                        |                        |
|  | Brussels Basketball | Spirou Charleroi    | 83           | 79           | 162 | 77             | 75                  | Spirou Charleroi | 85           | 77           | 162               | 152 | Spirou Charleroi   | Spirou Charleroi | 67          | 57          | 124            | 84 | 85           | 169            | Aris Leeuwarden     | 84           | 65  | 149         |             |             |             |             |     |  |              |              |              |              |  |  |                        |                        |                        |                        |
|  | Brussels Basketball |                     |              |              |     | 77             | 75                  |                  |              |              |                   | 152 | Spirou Charleroi   |                  |             |             |                | 84 | 85           | 169            | Aris Leeuwarden     | 84           | 65  | 149         |             |             |             |             |     |  |              |              |              |              |  |  |                        |                        |                        |                        |
|  | Feyenoord           | 75                  | 62           | 137          |     |                | Brussels Basketball | 61               | 83           | 144          |                   |     | Spirou Charleroi   | 91               | 86          | 177         |                |    |              |                |                     |              |     |             |             |             |             |             |     |  |              |              |              |              |  |  |                        |                        |                        |                        |
|  | Feyenoord           | 75                  | 62           | 137          |     |                |                     |                  |              |              |                   |     |                    |                  |             |             |                |    |              |                |                     |              |     | BC Oostende | 66          | 78          | 81          |             |     |  |              |              |              |              |  |  |                        |                        |                        |                        |
|  |                     |                     |              |              |     |                |                     |                  |              |              |                   |     |                    |                  |             |             |                |    |              |                |                     |              |     |             |             |             |             |             |     |  |              |              |              |              |  |  |                        |                        |                        |                        |
|  |                     | ZZ Leiden           | 79           | 63           | 90  |                |                     |                  |              |              |                   |     |                    |                  |             |             |                |    |              |                |                     |              |     |             |             |             |             |             |     |  |              |              |              |              |  |  |                        |                        |                        |                        |
|  | Liège Basket        | ZZ Leiden           | 79           | 63           | 90  | 80             | 90                  | 170              |              |              | Landstede Hammers | 79  | 100                | 179              |             |             | Limburg United | 88 | 91           | 179            |                     |              |     |             |             |             |             |             |     |  |              |              |              |              |  |  |                        |                        |                        |                        |
|  | Liège Basket        |                     |              |              |     | 80             | 90                  | 170              |              |              | Landstede Hammers | 79  | 100                | 179              |             |             | Limburg United | 88 | 91           | 179            |                     |              |     |             |             |             |             |             |     |  |              |              |              |              |  |  |                        |                        |                        |                        |
|  | BAL                 | 68                  | 52           | 120          |     |                | Liège Basket        | 94               | 92           | 186          |                   |     | Liège Basket       | 79               | 78          | 157         |                |    |              |                |                     |              |     |             |             |             |             |             |     |  |              |              |              |              |  |  |                        |                        |                        |                        |
|  | BAL                 | 68                  | 52           | 120          |     | Limburg United | Liège Basket        | 94               | 92           | 186          | 93                | 83  | Liège Basket       | 79               | 78          | 157         | 176            |    |              | Donar          | 67                  | 97           | 164 |             |             | BC Oostende | 86          | 104         | 190 |  |              |              |              |              |  |  |                        |                        |                        |                        |
|  |                     |                     |              |              |     |                |                     |                  |              |              |                   |     |                    |                  |             |             | 176            |    |              | Donar          | 67                  | 97           | 164 |             |             | BC Oostende | 86          | 104         | 190 |  |              |              |              |              |  |  |                        |                        |                        |                        |
|  |                     | Kangoeroes Mechelen | 71           | 73           | 144 |                |                     | Limburg United   | 87           | 88           | 175               |     |                    | Limburg United   | 87          | 67          | 154            |    |              |                |                     |              |     |             |             |             |             |             |     |  |              |              |              |              |  |  |                        |                        |                        |                        |
|  | Union Mons-Hainaut  | Kangoeroes Mechelen | 71           | 73           | 144 | 98             | 78                  | Limburg United   | 87           | 88           | 175               | 176 | Yoast United       | Limburg United   | 87          | 67          | 154            | 75 | 91           | 166            | Kangoeroes Mechelen | 93           | 65  | 158         |             |             |             |             |     |  |              |              |              |              |  |  |                        |                        |                        |                        |
|  | Union Mons-Hainaut  |                     |              |              |     | 98             | 78                  |                  |              |              |                   | 176 | Yoast United       |                  |             |             |                | 75 | 91           | 166            | Kangoeroes Mechelen | 93           | 65  | 158         |             |             |             |             |     |  |              |              |              |              |  |  |                        |                        |                        |                        |
|  | Den Helder Suns     | 82                  | 83           | 165          |     |                | Union Mons-Hainaut  | 86               | 82           | 168          |                   |     | Union Mons-Hainaut | 61               | 56          | 117         |                |    |              |                |                     |              |     |             |             |             |             |             |     |  |              |              |              |              |  |  |                        |                        |                        |                        |

##### Wedstrijden
Eerste ronde (best-of-two)
| Team                | Uitslag | Team                | Wedstrijd 1 | Wedstrijd 2 |  |
| ------------------- | ------- | ------------------- | ----------- | ----------- |  |
| Okapi Aalst         | 188–161 | BC Apollo Amsterdam | 87–94       | 101–67      |  |
|                     |         |                     |             |             |  |
| Brussels Basketball | 152–137 | Feyenoord           | 77–75       | 75–62       |  |
|                     |         |                     |             |             |  |
| Liège Basket        | 170–120 | BAL                 | 80–68       | 90–52       |  |
|                     |         |                     |             |             |  |
| Union Mons-Hainaut  | 176–165 | Den Helder Suns     | 98–82       | 78–83       |  |

Tweede ronde (best-of-two)
| Team              | Uitslag | Team                | Wedstrijd 1 | Wedstrijd 2 |  |
| ----------------- | ------- | ------------------- | ----------- | ----------- |  |
| Leuven Bears      | 176–146 | Okapi Aalst         | 75–81       | 101–65      |  |
|                   |         |                     |             |             |  |
| Spirou Charleroi  | 169–144 | Brussels Basketball | 84–61       | 85–83       |  |
|                   |         |                     |             |             |  |
| Landstede Hammers | 179–186 | Liège Basket        | 79–94       | 100–92      |  |
|                   |         |                     |             |             |  |
| Yoast United      | 166–168 | Union Mons-Hainaut  | 75–86       | 91–82       |  |

Derde ronde (best-of-two)
| Team                | Uitslag | Team               | Wedstrijd 1 | Wedstrijd 2 |  |
| ------------------- | ------- | ------------------ | ----------- | ----------- |  |
| Heroes Den Bosch    | 141–154 | Leuven Bears       | 70–80       | 71–74       |  |
|                     |         |                    |             |             |  |
| Aris Leeuwarden     | 149–177 | Spirou Charleroi   | 84–91       | 65–84       |  |
|                     |         |                    |             |             |  |
| Limburg United      | 179–157 | Liège Basket       | 88–79       | 91–78       |  |
|                     |         |                    |             |             |  |
| Kangoeroes Mechelen | 158–117 | Union Mons-Hainaut | 93–61       | 65–56       |  |

Vierde ronde (best-of-two)
| Team           | Uitslag | Team                | Wedstrijd 1 | Wedstrijd 2 |  |
| -------------- | ------- | ------------------- | ----------- | ----------- |  |
| Leuven Bears   | 154–162 | Spirou Charleroi    | 82–83       | 72–89       |  |
|                |         |                     |             |             |  |
| Limburg United | 176–144 | Kangoeroes Mechelen | 93–71       | 83–73       |  |

Kwartfinale (best-of-two)
| Team           | Uitslag | Team             | Wedstrijd 1 | Wedstrijd 2 |  |
| -------------- | ------- | ---------------- | ----------- | ----------- |  |
| Antwerp Giants | 134–162 | Spirou Charleroi | 67–85       | 67–77       |  |
|                |         |                  |             |             |  |
| Donar          | 164–175 | Limburg United   | 67–87       | 97–88       |  |

Halve finale (best-of-two)
| Team        | Uitslag | Team             | Wedstrijd 1 | Wedstrijd 2 |  |
| ----------- | ------- | ---------------- | ----------- | ----------- |  |
| ZZ Leiden   | 157–134 | Spirou Charleroi | 86–67       | 71–57       |  |
|             |         |                  |             |             |  |
| BC Oostende | 190–154 | Limburg United   | 86–87       | 104–67      |  |

Finale (best-of-three)
| Team        | Uitslag | Team      | Wedstrijd 1 | Wedstrijd 2 | Wedstrijd 3 |
| ----------- | ------- | --------- | ----------- | ----------- | ----------- |
| BC Oostende | 1–2     | ZZ Leiden | 66–79       | 78–63       | 81–90       |

| BNXT League kampioen |
| -------------------- |
| ZZ Leiden 2e titel   |

## Individuele statistieken
| R  | Speler          | Ploeg               | PPW  |
| -- | --------------- | ------------------- | ---- |
| 1. | Vincent Cole    | Yoast United        | 22,6 |
| 2. | Josh Price      | Okapi Aalst         | 20,0 |
| 3. | Trey Diggs      | Feyenoord Basketbal | 19,4 |
| 4. | Shavar Reynolds | Feyenoord Basketbal | 18,8 |
| 5. | Jhivvan Jackson | Spirou Charleroi    | 18,4 |

| R  | Speler             | Ploeg             | RPW  |
| -- | ------------------ | ----------------- | ---- |
| 1. | Arnaldo Toro Barea | Landstede Hammers | 12,7 |
| 2. | Spencer Levi       | Yoast United      | 11,0 |
| 3. | Ivan Maraš         | Okapi Aalst       | 10,1 |
| 4. | Josh Price         | Okapi Aalst       | 8,5  |
| 5. | Nick McGlynn       | Leuven Bears      | 7,8  |

| R  | Speler              | Ploeg           | APW |
| -- | ------------------- | --------------- | --- |
| 1. | Josh Heath          | Okapi Aalst     | 6,9 |
| 2. | Keye van der Vuurst | BC Oostende     | 6,1 |
| 3. | Ángel Rodríguez     | Liège Basket    | 6,1 |
| 4. | Mike Schilder       | Yoast United    | 5,8 |
| 5. | Sam van Oostrum     | Den Helder Suns | 5,7 |

| Rang | Speler            | Ploeg            | BPW |
| ---- | ----------------- | ---------------- | --- |
| 1.   | Shaquille Doorson | Aris Leeuwarden  | 1,6 |
| 2.   | Kevin Tumba       | Liège Basket     | 1,4 |
| 3.   | Spencer Levi      | Yoast United     | 1,4 |
| 4.   | Nick McGlynn      | Leuven Bears     | 1,1 |
| 5.   | Jito Kok          | Heroes Den Bosch | 1,1 |

| Rang | Speler          | Ploeg               | SPW |
| ---- | --------------- | ------------------- | --- |
| 1.   | Ángel Rodríguez | Liège Basket        | 3,5 |
| 2.   | Sam van Oostrum | Den Helder Suns     | 2,5 |
| 3.   | Marques Wilson  | BAL                 | 2,1 |
| 4.   | Keith Braxton   | Union Mons-Hainaut  | 1,9 |
| 5.   | Wen Mukubu      | Kangoeroes Mechelen | 1,9 |

| Rang | Speler             | Ploeg               | Eff. |
| ---- | ------------------ | ------------------- | ---- |
| 1.   | Josh Price         | Okapi Aalst         | 25,7 |
| 2.   | Shavar Reynolds    | Feyenoord Basketbal | 24,9 |
| 3.   | Ivan Maraš         | Okapi Aalst         | 24,6 |
| 4.   | Arnaldo Toro Barea | Landstede Hammers   | 24,0 |
| 5.   | Ángel Rodríguez    | Liège Basket        | 22,4 |

## Individuele prijzen
| Categorie                           | Speler                | Club                | Genomineerden                                                          | Ref.  |
| ----------------------------------- | --------------------- | ------------------- | ---------------------------------------------------------------------- | ----- |
| Most Valuable Player (MVP)          | Brian Fobbs           | Kangoeroes Mechelen | Desonta Bradford (Antwerp Giants) Breein Tyree (BC Oostende)           | [ 6 ] |
| Finals MVP (BNXT)                   | David Collins         | ZZ Leiden           | –                                                                      | [ 6 ] |
| Finals MVP (België)                 | Vrenz Bleijenbergh    | BC Oostende         | –                                                                      | [ 6 ] |
| Finals MVP (Nederland)              | Thomas Rutherford     | ZZ Leiden           | –                                                                      | [ 6 ] |
| Dream Team                          | Breein Tyree          | BC Oostende         | –                                                                      | [ 6 ] |
| Dream Team                          | Brian Fobbs           | Kangoeroes Mechelen | –                                                                      | [ 6 ] |
| Dream Team                          | Pierre-Antoine Gillet | BC Oostende         | –                                                                      | [ 6 ] |
| Dream Team                          | Vincent Cole          | Yoast United        | –                                                                      | [ 6 ] |
| Dream Team                          | Thijs De Ridder       | Antwerp Giants      | –                                                                      | [ 6 ] |
| Speler van het Jaar (Nederland)     | Thomas van der Mars   | Heroes Den Bosch    | Marijn Ververs (ZZ Leiden) Sam Van Oostrum (Den Helder Suns)           | [ 6 ] |
| Speler van het Jaar (België)        | Pierre-Antoine Gillet | BC Oostende         | Jonas Delalieux (Limburg United) Domien Loubry (Kangoeroes Mechelen)   | [ 6 ] |
| Rising Star of the Year (Nederland) | Oshean Brathwaite     | BAL                 | Isaï Sow (Feyenoord Basketbal) Jibbe Sicking (Apollo Amsterdam)        | [ 6 ] |
| Rising Star of the Year (België)    | Thijs De Ridder       | Antwerp Giants      | Jo Van Buggenhout (Kangoeroes Mechelen) Siebe Ledegen (Okapi Aalst)    | [ 6 ] |
| Sixth Man of the Year               | Thijs De Ridder       | Antwerp Giants      | Olivier Troisfontaines (BC Oostende) Maarten Bouwknecht (ZZ Leiden)    | [ 6 ] |
| Defensive Player of the Year        | Wen Mukubu            | Kangoeroes Mechelen | Chris Ebou N'Dow (Heroes Den Bosch) Jean-Marc Mwema (Antwerp Giants)   | [ 6 ] |
| Coach of the Year (Nederland)       | Doug Spradley         | ZZ Leiden           | Vincent Van Sliedregt (Aris Leeuwarden) Erik Braal (Heroes Den Bosch)  | [ 6 ] |
| Coach of the Year (België)          | Ivica Skelin          | Antwerp Giants      | Kristof Michiels (Kangoeroes Mechelen) Sam Rotsaert (Spirou Charleroi) | [ 6 ] |
| Referee of the Year (Nederland)     | Tijmen Last           | –                   | Bert Van Slooten John Van Dam                                          | [ 6 ] |
| Referee of the Year (België)        | Nick van den Broeck   | –                   | Renaud Geller Martin Van Hoye                                          | [ 6 ] |